# مقاطعة كرو

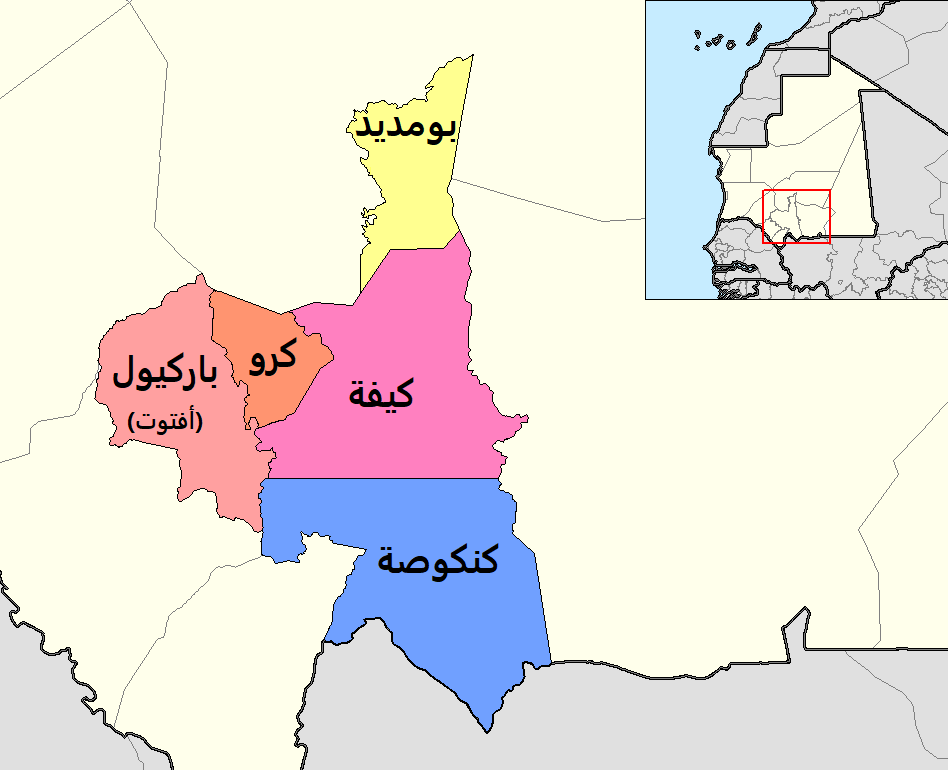
مقاطعات العصابة : كرو في الوسط الغربي

مقاطعة كرو هي إحدى المقاطعات الخمسة في ولاية العصابة في موريتانيا.
تأسست على واد النخيل الذى أسسته مجكوعة اولاد ابراهيم 

## قائمة البلديات في المقاطعة
تتكون مقاطعة كرو من ثلاث بلديات :
- كرو
- الغايرة
- كامور
- أودي إجريد

في عام 2000 ، كان مجموع سكان مقاطعة كرو 31،480نسمة (14،085 رجلاً و 17،395 امرأة).